# Unterschmitten
Unterschmitten (westallgäuerisch: (Undər-)Schmittə) ist ein Gemeindeteil der Gemeinde Gestratz im bayerisch-schwäbischen Landkreis Lindau (Bodensee).

## Geographie
Der Weiler liegt circa ein Kilometer südwestlich des Hauptorts Gestratz und ist Teil der Region Westallgäu. Durch den Ort fließt der Röthenbach.

## Ortsname
Der Ortsname stammt vom mittelhochdeutschen Wort smitte für Schmiede.

## Geschichte
Unterschmitten wurde erstmals urkundlich im Jahr 1290 als Schmittun erwähnt. Im Jahr 1320 wurden erstmals die Mahlmühle und die Säge gehörig zum Kloster Mehrerau im Ort erwähnt. 1770 fand die Vereinödung in Unterschmitten statt. Ab 1770 wurde der Ort zwischen Unter- und Oberschmitten unterschieden. 1818 wurde der Weiler der Gemeinde Gestratz zugeordnet.